# Bataille du monticule John et de la crête Trevor
Campagne des monts Finisterre de la Seconde Guerre mondiale
Batailles
- Nadzab
- Kaiapit
- Dumpu
- Monticule John–Crête Trevor
- The Pimple
- Crête Shaggy
- Madang

La bataille du monticule John et de la crête Trevor a eu lieu du 12 au 13 octobre 1943 pendant la Seconde Guerre mondiale. 
La bataille fait partie de la campagne des monts Finisterre, qui consiste en une série d'actions menées par les troupes australiennes et japonaises dans le territoire de Nouvelle-Guinée alors que la 7e division australienne avance à travers les contreforts des monts Finisterre de Dumpu vers Bogadjim, près de Madang sur la côte nord, à la suite de la prise de Lae à la mi-septembre 1943.
Les combats autour du monticule John et de la crête Trevor ont lieu alors que les Australiens font leurs avancées vers les principales positions défensives japonaises autour de la crête Shaggy et Kankiryo. Lorsque les Australiens poussent sur la crête, ils coupent la ligne d'approvisionnement japonaise et dans un effort pour rétablir la situation, trois compagnies de troupes japonaises lancent une contre-attaque, appuyées par des mitrailleuses lourdes, des mortiers et de l'artillerie, tôt le 12 octobre, concentré principalement sur le seul peloton australien tenant le monticule John. Les combats font rage tout au long de la journée avant que les attaques de flanc ne battent l'attaque, permettant aux renforts d'être amenés à la position assiégée tout au long de la nuit, suivis d'un réapprovisionnement désespérément nécessaire en munitions le lendemain matin.